# Famous Idaho Potato Bowl 2022
Match précédent Match suivant
Le Famous Idaho Potato Bowl 2022 est un match de football américain de niveau universitaire joué après la saison régulière de 2022, le 20 décembre 2022 au Albertsons Stadium situé à Boise dans l'État de l'Idaho aux États-Unis. 
Il s'agit de la 26e édition du Famous Idaho Potato Bowl.
Le match met en présence l'équipe des Eagles d'Eastern Michigan issue de la Mid-American Conference et l'équipe des Spartans de San Jose State issue de la Mountain West Conference.
Il débute vers 13 h 30 locales (21 h 30 en France) et est retransmis à la télévision par ESPN.
Eastern Michigan gagne le match sur le score de 41 à 27. 

## Présentation du match
Il s'agit de la 2e rencontre entre les deux équipes :
| Saison | Date             | Vainqueur                 | Score   | Perdant        | Compétition     |
| ------ | ---------------- | ------------------------- | ------- | -------------- | --------------- |
| 1687   | 12 décembre 1987 | Eagles d'Eastern Michigan | 30 - 27 | San Jose State | California Bowl |

| Équipes                                                                                                | Couleurs | Conférences | Entraîneurs                      | Stats. saison rég. | Classements avant le bowl | Classements avant le bowl | Classements avant le bowl |
| --- | -------- | ----------- | -------------------------------- | ------------------ | ------------------------- | ------------------------- | ------------------------- |
| Équipes                                                                                                | Couleurs | Conférences | Entraîneurs                      | Stats. saison rég. | CFP                       | AP                        | Coaches                   |
| Eagles d'Eastern Michigan                                                                              |          | MAC         | Chris Creighton (en) (9e saison) | 8 - 4              | NC                        | NC                        | NC                        |
| Spartans de San Jose State                                                                             |          | MWC         | Brent Brennan (en) (6e saison)   | 7 - 4              | NC                        | NC                        | NC                        |
| - Arbitre : Nate Black (AAC) - Équipe donnée favorite par les bookmakers : San Jose State par 4 points |          |             |                                  |                    |                           |                           |                           |

### Eagles d'Eastern Michigan
Avec un bilan global en saison régulière de 8 victoires et 4 défaites (5-3 en matchs de conférence), Eastern Michigan est éligible et accepte l'invitation pour participer au Famous Idaho Potato Bowl 2022.
Ils terminent 2e de la Division West de la Mid-American Conference derrière Toledo.
À l'issue de la saison 2022 (bowl non compris), ils n'apparaissent pas dans les classements CFP, AP et Coaches.
Il s'agit de leur première participation au Famous Idaho Potato Bowl.
| Logo     | Postes                                            | Joueurs                                            | Statistiques                                                      |
| -------- | ------------------------------------------------- | -------------------------------------------------- | ----------------------------------------------------------------- |
|          | Quarterback                                       | Taylor Powell                                      | 156/239 passes réussies pour 1 813 yards, 14 TDs, 7 interceptions |
| Coureur  | Samson Evans                                      | 224 courses pour 1 086 yards nets gagnés et 13 TDs |                                                                   |
| Receveur | Dylan Drummond                                    | 30 réceptions pour 440 yards et 3 TDs              |                                                                   |
| Effectif | Listing et statistiques du roster 2022 des Eagles | Listing et statistiques du roster 2022 des Eagles  |                                                                   |

### Spartans de San Jose State
Avec un bilan global en saison régulière de 7 victoires et 4 défaites (5-3 en matchs de conférence), San Jose State est éligible et accepte l'invitation pour participer au Famous Idaho Potato Bowl 2022.
Ils terminent 3e de la Division West de la Mountain West Conference derrière Fresno State et San Diego State.
À l'issue de la saison 2022 (bowl non compris), ils n'apparaissent pas dans les classements CFP, AP et Coaches.
Il s'agit de leur première participation au Famous Idaho Potato Bowl.
| Logo     | Postes                                              | Joueurs                                             | Statistiques                                                      |
| -------- | --------------------------------------------------- | --------------------------------------------------- | ----------------------------------------------------------------- |
|          | Quarterback                                         | Chevan Cordeiro                                     | 233/383 passes réussies pour 2 885 yards, 20 TDs, 4 interceptions |
| Coureur  | Kairee Robinson                                     | 143 courses pour 696 yards nets gagnés et 10 TDs    |                                                                   |
| Receveur | Elijah Cooks                                        | 63 réceptions pour 983 yards et 10 TDs              |                                                                   |
| Effectif | Listing et statistiques du roster 2022 des Spartans | Listing et statistiques du roster 2022 des Spartans |                                                                   |